# 地衣甾醇
地衣甾醇（英語：Lichesterol，又叫麦角甾-5,8,22E-三烯-3β-醇，ergost-5,8,22E-trien-3β-ol）是一种主要由真菌和地衣合成的类固醇化合物。